# Múscul trapezi
El múscul trapezi (musculus trapezius) és un gran múscul superficial que s'estén des de l'os occipital i la part inferior de les vèrtebres toràciques fins a l'espina de l'omòplat. El trapezi té tres regions funcionals: la regió superior (part descendent), que aguanta el pes del braç; la regió intermèdia (part transversal), que retracta l'omòplat; i la regió inferior (part ascendent), que gira i deprimeix de forma medial l'omòplat.

## Insercions
L'origen es troba en les insercions axials o medials que, de dalt a baix, són:
- En la línia nucal superior.
- En la protuberància occipital externa.
- Per dins al lligament cervical posterior, que uneix la protuberància occipital externa amb l'apòfisi espinosa de la setena vèrtebra cervical (C7) i amb les apòfisis espinoses de les altres vèrtebres cervicals, disposant-se en sentit sagital cap a la fàscia superficial.
- En les apòfisis espinoses de la setena cervical (C7) a la desena o onzena dorsal (D10-D11) i de tots els lligaments supraspinosos corresponents.

Les insercions superiors són gruixudes, mentre que les insercions vertebrals es realitzen mitjançant una làmina tendinosa prima.
Les insercions distals o laterals es disposen de la manera següent:
- Els fascicles superiors (part descendent) van al terç extern de la vora posterior de la clavícula i la seva cara superior.
- Els fascicles mitjans (part transversa) s'insereixen en la vora interna de l'acròmion i en la vora posterior de l'espina de l'escàpula (llavi superior) en tota la seva extensió.
- Els fascicles inferiors (part ascendent) acaben en una fàscia triangular que llisca sobre la terminació medial de l'espina de l'escàpula.

## Estructura i relacions

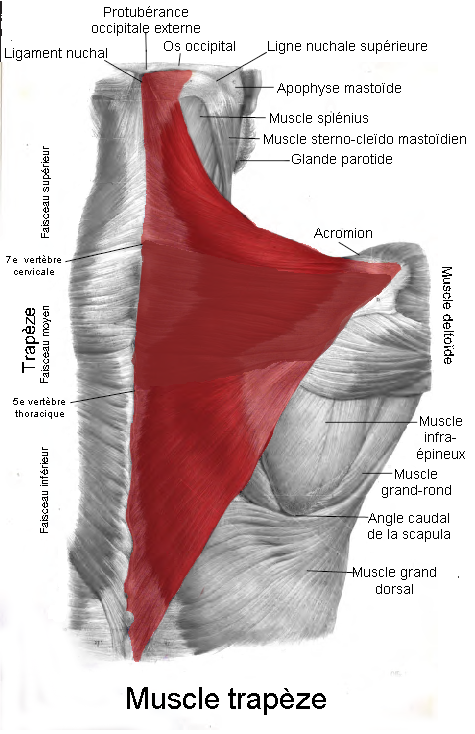
Múscul trapezi

El cos muscular és molt robust i espès, sobretot a la part superior. Aquí les fibres musculars descendeixen obliqües en sentit lateral. A la part mitjana, les fibres són transversals, i a la part inferior del múscul, les fibres segueixen una direcció obliqua i ascendent.
Formalment, se'n distingeixen dues cares:
- Cara superficial: és subcutània; respon a la regió posterior i superior del dors.
- Cara profunda: cobreix, en la part superior, els músculs del clatell (angular de l'omòplat, espleni i semiespinós del cap). Més avall, cobreix els músculs espinós, llarguíssim i iliocostal, dels quals està separat per les insercions vertebrals dels músculs romboides i del dorsal ample. Lateralment, el múscul es relaciona en profunditat amb la regió supraescapular, amb la fossa supraespinosa i amb la part superior i medial de la fossa infraespinosa.

També tres vores:
- Vora anterior, que és particularment espessa; està situada per darrere i per dalt de la clavícula. Aixeca els teguments i contribueix a la forma de l'espatlla. Està separada de la vora posterior de l'esternoclidomastoidal per un espai triangular de vèrtex superior (a l'apòfisi mastoide, on tots dos músculs entren en contacte), i de base inferior (clavicular); és el triangle supraclavicular, una regió lateral del coll. Entre tots dos músculs, s'estén la làmina superficial de la fàscia cervical, desdoblada cap endavant per contenir l'esternoclidomastoidal i, cap enrere, per contenir al trapezi.
- Vora inferior: té una disposició obliqua, de baix a dalt i de dins cap enfora. Entre el trapezi i la part superior del múscul dorsal ample hi ha un espai triangular omplert per la fàscia que uneix ambdós músculs.
- Vora medial: correspon a les insercions axials del múscul on, sobre les apòfisis espinoses, entra en contacte amb el múscul homòleg de l'altre costat.

## Innervació i vascularització
Rep la branca lateral del nervi accessori per la seva cara profunda, no lluny de la seva vora anterior. Per la part superior, rep innervació del plexe cervical, de les branques anteriors del nervis cervicals C2-C4, que s'uneixen al nervi accessori i arriben per la seva cara profunda fins al nervi del trapezi.
La vascularització va a càrrec de l'artèria dorsal de l'escàpula. La branca de l'artèria subclàvia penetra en el múscul a nivell de la branca terminal del nervi accessori.

## Acció
Quan té com a punt fix l'eix del tronc, eleva l'espatlla i acosta l'escàpula a la columna vertebral. Quan la part fixa és la cintura escapular, estén el cap fent-lo girar. La part descendent és giratòria superior de l'escàpula i la part ascendent és giratòria inferior. És un múscul girador i elevador del cap.

## Imatges

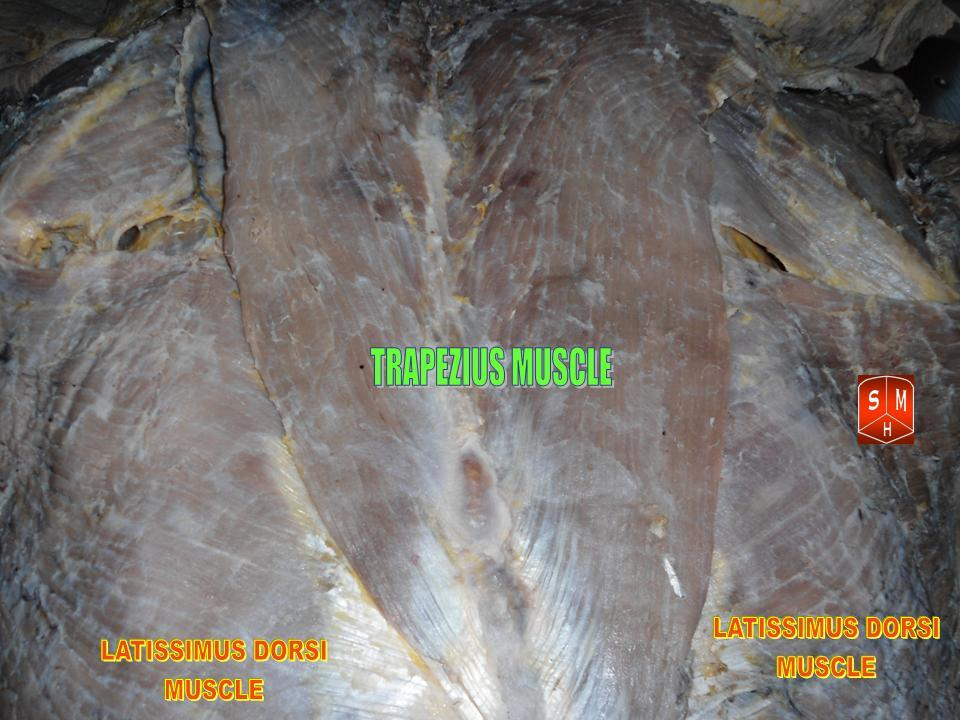
Múscul trapezi
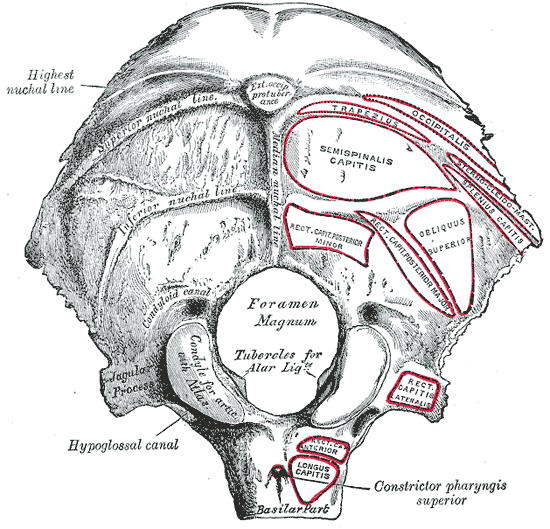
Os occipital
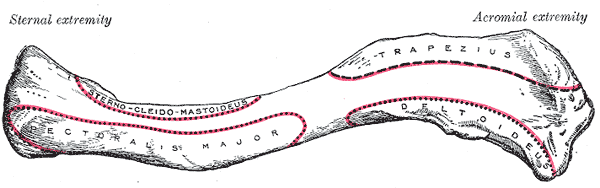
Superfície superior de la clavícula esquerra
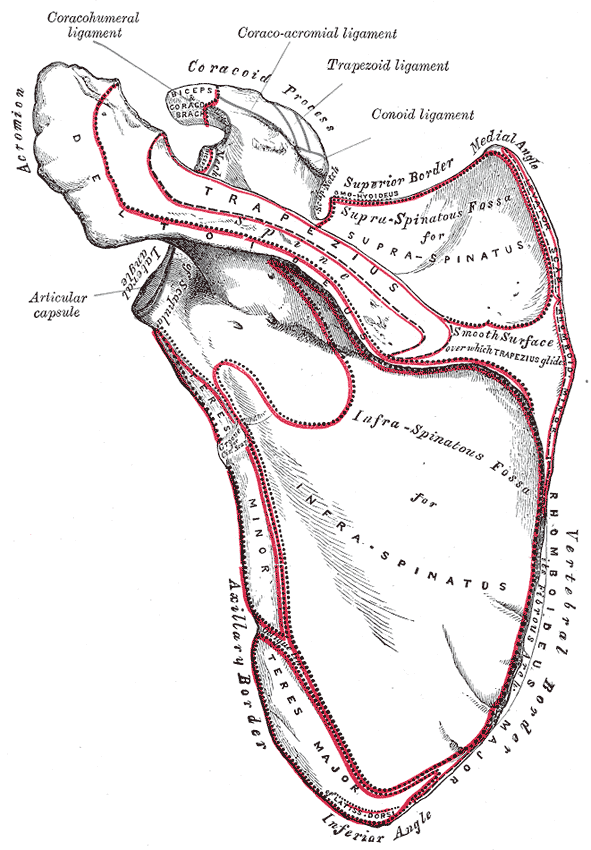
Superfície posterior de la clavícula esquerra